# Evviva la libertà
Evviva la libertà (Mr. Freedom) è un film del 1969 diretto da William Klein.
È una farsa anti-imperialista costruita con un linguaggio fumettistico e incentrata sulle avventure del supereroe suprematista bianco Mr. Freedom e della sua aiutante Marie-Madeleine. Il film è stato presentato in anteprima al ventiduesimo Festival d'Avignone.